# Ghafir
Al-Ghafir (Língua árabe: سورة غافر) O Remissório é a quadragésima sura do Alcorão com 85 ayats.